# Friedrich von Uttenhoven
Friedrich Freiherr von Uttenhoven (* 30. Januar 1818 in Hildburghausen; † 22. April 1889 in Meiningen) war ein Staatsminister in Sachsen-Meiningen. 

## Leben
Uttenhoven studierte an der Universität Jena Rechtswissenschaft. 1839 wurde er im Corps Saxonia Jena recipiert. Nach den Examen und der Promotion zum Dr. iur. war er als Rechtsanwalt tätig. 1854 trat er in den Zentralverwaltungsdienst des Herzogtums Sachsen-Meiningen. Im selben Jahr wurde er als Vertreter der Rittergutsbesitzer in den Meininger Landtag gewählt. Zeitweilig war er Landtagspräsident. Vom 27. Juli 1865 bis zum 18. August 1866 war er Staatsminister für Herzog Bernhard II. Davor und danach bis zum Tod war er Vorstand der Ministerialabteilung für Kirchen- u. Schulsachen. Trotz seiner konservativen Einstellung unterstützte er die schulreformatorischen Bestrebungen Georgs II. Er bewährte sich in schwierigen Verhandlungen.